# مايك هولمغرين
مايك هولمغرين (بالإنجليزية: Mike Holmgren)‏ هو لاعب كرة قدم أمريكية ومدرس أمريكي، ولد في 15 يونيو 1948 في سان فرانسيسكو في الولايات المتحدة.

## وصلات خارجية
- مايك هولمغرين على موقع الموسوعة البريطانية (الإنجليزية)
- مايك هولمغرين على موقع إن إن دي بي (الإنجليزية)